# Iulie 2003
Acest articol este generat integral pe baza informațiilor din articolul 2003 și este actualizat periodic de un robot.
 Editările făcute în articol vor fi șterse la următoarea actualizare! Dacă doriți să faceți modificări, editați articolul-sursă.

ianuarie -
februarie -
martie -
aprilie -
mai -
iunie -
iulie -
august -
septembrie -
octombrie -
noiembrie -
decembrie
Iulie 2003 a fost a șaptea lună a anului și a început într-o zi de marți.

## Evenimente
- 6 iulie: Radarul planetar, Eupatoria, de 70 de metri, trimite un mesaj METI Cosmic Call 2 la 5 stele: Hip 4872, HD 245409, 55 Cancri, HD 10307 și 47 Ursae Majoris, care va ajunge la aceste stele în 2036, 2040, mai 2044, septembrie 2044 și, respectiv, 2049.
- 18 iulie: Convenția privind viitorul Europei și-a încheiat activitatea și propune prima Constituție europeană.
- 24 iulie: Misiunea de asistență regională a Insulelor Solomon, condusă de Australia, începe după ce violența etnică atrage țara insulară.

## Nașteri
- 18 iulie: Modibo Diaby, jucător român de baschet născut în Mali
- 26 iulie: Robin Mandisodza, jucător român de baschet

## Decese
- 1 iulie: Mihai Liță, 61 ani, deputat român (1992-1996), (n. 1942)
- 2 iulie: Paul Decei, 76 ani, inginer român (n. 1926)
- 3 iulie: Károly Ács, 78 ani, scriitor maghiar (n. 1928)
- 4 iulie: Jerzy Gościk, 69 ani, operator de film, polonez (n. 1934)
- 4 iulie: Barry White (n. Barry Eugene Carter), 58 ani, cântăreț american (n. 1944)
- 5 iulie: Isabela, contesă de Paris, 91 ani, contesă de Orléans (n. 1911)
- 5 iulie: Nǃxau ǂToma, 58-59 ani, fermier și actor boșiman namibian (n. 1944)
- 8 iulie: Lajos Csőgör, 99 ani, medic român de etnie maghiară (n. 1904)
- 10 iulie: Sheldon Jaffery, 69 ani, bibliograf american (n. 1934)
- 11 iulie: Florin Bănescu, 64 ani, medic și prozator român (n. 1939)
- 12 iulie: Benny Carter, 95 ani, saxofonist american (n. 1907)
- 14 iulie: André Claveau, 91 ani, actor francez (n. 1911)
- 14 iulie: Compay Segundo (n. Máximo Francisco Repilado Múñoz), 95 ani, cântăreț cubanez (n. 1907)
- 17 iulie: Emil Drăgănescu, 84 ani, om politic și comunist român (n. 1919)
- 22 iulie: Uday Hussein (Uday Saddam Hussein al-Tikriti), 39 ani, fiul lui Saddam Hussein (n. 1964)
- 26 iulie: Victor Gaga, 73 ani, sculptor român (n. 1930)
- 26 iulie: Hilde Levi, 94 ani, fiziciană germano-daneză (n. 1909)
- 30 iulie: Ewa Krzyżewska, 64 ani, actriță poloneză de film și teatru (n. 1939)
- 31 iulie: Pavel Kozak, 71 ani, autodidact român (n. 1932)